# Manhattan gigolò
Manhattan gigolò è un film drammatico del 1985, diretto da Aaron Humberstone (alias Amasi Damiani).

## Trama
Ospite dell'amico Rodolfo, Gianni intende fermarsi alcuni giorni prima di andare a Las Vegas. Rodolfo, un attore che si crede già arrivato, in realtà campa come modello e occasionalmente gigolò. Gianni resta invischiato nella ragnatela del vizio in cui l'amico vive, finendo per perdersi in squallide storie di droga e sesso. Fa loro compagnia una ragazza di nome Leslie. Durante le riprese di un filmino pornografico girato per vecchi danarosi (nel quale lavora anche Gianni), Leslie viene violentata in un viottolo da alcuni giovani portoghesi. Realtà e finzione finiscono per sovrapporsi: finalmente conscio di essere finito in un giro sporco, Gianni, innamoratosi di Leslie, decide di uscirne, ma ormai è troppo tardi. Testimone scomodo per i malavitosi incontrati, per Gianni il destino è ormai segnato.